# Prix Lovelace-Babbage
Ne doit pas être confondu avec Médaille Lovelace ou prix Ada-Lovelace.
Le prix Lovelace-Babbage est un prix qui récompense des scientifiques dont les travaux de recherche contribuent à la création des nouvelles technologies. Il concerne le domaine de l’informatique au sens large des sciences et technologies au cœur du numérique ; il est remis conjointement par l’Académie des sciences et la Société informatique de France.
Le prix « Lovelace-Babbage » est  nommé ainsi en souvenir de celle qui réalisa le tout premier programme informatique – Ada Lovelace – et du concepteur de l’ancêtre de l’ordinateur auquel ce programme était destiné – Charles Babbage.
Le prix est créé en 2022 et attribué pour la première fois en 2023. D’un montant de 3 000 € par lauréat (2 lauréats par année), le prix est attribué chaque année à une chercheuse et un chercheur âgés de moins de 40 ans. 
Aucune contrainte n’est imposée sur les sous-domaines de l’informatique concernés ni sur la nature des travaux des lauréats.

## Lauréats
- 2023 :

— Oana Goga, chargée de recherche au CNRS, membre de l'équipe Inria CEDAR du Laboratoire d'informatique de l'École polytechnique (LIX)
— Fabien Lotte, directeur de recherche Inria au Laboratoire bordelais de recherche en informatique (Université de Bordeaux).
- 2024 :

— Omar Fawzi, directeur de recherche Inria, responsable de l’équipe-projet QInfo
— Anne-Cécile Orgerie, directrice de recherche CNRS, membre de l'équipe Inria MAGELLAN à l'Institut de recherche en informatique et systèmes aléatoires (IRISA).